# Liptovské Kľačany
Liptovské Kľačany é um município da Eslováquia, situado no distrito de Liptovský Mikuláš, na região de Žilina. Tem 13,41 km² de área e sua população em 2018 foi estimada em 378 habitantes.

## Demografia
| Ano:        | 1994 | 2004    | 2014   | 2024   |
| ----------- | ---- | ------- | ------ | ------ |
| Broj ljudi: | 303  | 357     | 383    | 379    |
| Razlika:    |      | +17,82% | +7,28% | -1,04% |

| Ano:               | 2023 | 2024   |
| ------------------ | ---- | ------ |
| Número de pessoas: | 372  | 379    |
| Diferença:         |      | +1,88% |